# (33433) Maurilia
(33433) Maurilia (1999 EZ4) – planetoida z pasa głównego asteroid okrążająca Słońce w ciągu 3,62 lat w średniej odległości 2,36 j.a. Odkryta 14 marca 1999 roku.